# Le Thor
Le Thor is een gemeente in het Franse departement Vaucluse (regio Provence-Alpes-Côte d'Azur) en telt 7508 inwoners (2005). De plaats maakt deel uit van het arrondissement Avignon.

## Geografie
De oppervlakte van Le Thor bedraagt 35,6 km², de bevolkingsdichtheid is 210,9 inwoners per km².
De onderstaande kaart toont de ligging van Le Thor met de belangrijkste infrastructuur en aangrenzende gemeenten.

## Demografie
Onderstaande figuur toont het verloop van het inwonertal (bron: INSEE-tellingen).